# Sondernach (Schelklingen)
Sondernach ist ein Stadtteil von Schelklingen im Alb-Donau-Kreis in Baden-Württemberg.

## Geographische Lage
Das Dorf Sondernach liegt am Südrand der Schwäbischen Alb in deren Unter-Naturraum Mittlere Flächenalb zuunterst im größtenteils trockenen Sondernacher Tal. Im Dorf entspringt die knapp einen Kilometer lange Sondernach, die nach ostnordöstlichem Lauf bei der Riedmühle, dem einzigen anderen Siedlungsplatz des Stadtteils, von rechts in die Schmiech mündet.

## Geschichte
Sondernach wurde im Jahre 1298 erstmals urkundlich als Sundernach direkt erwähnt. Der Ort dürfte nicht vor dem 9. Jahrhundert entstanden sein. Sondernach als ganz kleiner Weiler von weniger als zehn Häusern besaß im Mittelalter keinen eigenen Ortsadel. Das Dorf wurde früh Teil der Herrschaft Steußlingen. Nach der Teilung der Herrschaft in die Teile Alt- und Neusteußlingen kam Sondernach zu Neusteußlingen.
Nach dem Aussterben der Freiherren von Freyberg zu Neusteußlingen im Jahre 1581, welche der katholischen Religion, im Gegensatz zu ihren Verwandten auf Schloss Justingen, treu geblieben waren, fiel die Herrschaft Neusteußlingen an das Herzogtum Württemberg heim. Württemberg führte 1582 die Reformation ein und errichtete 1598/99 eine eigene Kirche für den Ort.
Das Dorf war im Dreißigjährigen Krieg ausgestorben und wurde nach dem Krieg wieder besiedelt. Sondernach hatte eine eigene Schule, aber kein Pfarrhaus, da es Filial von Mehrstetten wurde. Das einzige Gasthaus zum Lamm entstand wohl erst in der ersten Hälfte des 19. Jahrhunderts.

### Wappen
Das Gemeindewappen zeigt in von Gold und Blau durch Wellenschnitt geteiltem Schilde oben eine querliegende schwarze Hirschstange, unten einen goldenen Wellenfaden. Da die Gemeinde keinen eigenen Ortsadel hatte, wurde an andere Traditionen angeknüpft. Die Hirschstange ist Teil des württembergischen Wappens und der blaue Wellenschnitt mit goldenem Wellenfaden soll auf die besondere Aach (Sondern-Aach) hinweisen. Das Wappen wurde am 3. Juni 1948 durch das Innenministerium des Landes Württemberg-Hohenzollern verliehen.

### Religionen
Die Einwohner von Sondernach waren unter den Freiherren von Freyberg zu Neusteußlingen katholisch und in die Pfarrei Gundershofen eingepfarrt. Württemberg führte 1582 die Reformation in der Herrschaft Neusteußlingen ein. Die Einwohner von Sondernach wurden danach in die bereits 1534 reformierte evangelische Pfarrei Mehrstetten eingegliedert. Die Sondernacher protestierten gegen die weiten Wege nach Mehrstetten und erhielten im Jahre 1598/99 eine eigene Kapelle im Ort mit Friedhof. Seither ist der Ort evangelisch geprägt, bis um 1800 waren alle Einwohner evangelisch. Erst im 19. Jh. zogen Katholiken zu, welche in die römisch-katholische Kirchengemeinde St. Michael Gundershofen eingepfarrt wurden. Die heutige evangelische Kirchengemeinde Sondernach, welche die Stadtteile Sondernach, Gundershofen und Hütten der Stadt Schelklingen umfasst, bildet zusammen mit der evangelischen Kirchengemeinde Mehrstetten die evangelische Gesamtkirchengemeinde Mehrstetten-Sondernach im Kirchenbezirk Bad Urach-Münsingen der Evangelischen Landeskirche in Württemberg.

### Eingemeindungen
Die Gemeinde Sondernach war seit 1581 Teil des Amts Steußlingen. 1806 kam der Ort an das neugebildete Oberamt Ehingen und wurde 1938 dem Landkreis Münsingen zugeschlagen. Mit der Gemeindereform wurde Sondernach am 1. Januar 1975 eine Teilgemeinde der Stadt Schelklingen im Alb-Donau-Kreis.

### Einwohnerentwicklung
Die Einwohnerzahl früherer Zeiten lässt sich anhand der Höfe oder Feuerstätten schätzen. Von 1601 bis 1617 schwankte die Zahl der Feuerstätten zwischen 10 und 13. Dies entspricht in etwa einer Einwohnerzahl zwischen 50 und 65 Personen. Im Dreißigjährigen Krieg war der Ort völlig ausgestorben und wurde erst in den 1650er Jahren wieder aufgebaut. Die erste echte Einwohnerzahl von 1768 beziffert die Bewohnerzahl auf 83 Personen. Während des 19. Jahrhunderts stieg die Bevölkerung und erreichte 1961 nach der Aufnahme von Vertriebenen mit 176 ihren Höchststand. Im Jahr 1970 waren es 175 Einwohner. Seither sinkt die Bevölkerung. Am 31. Dezember 2008 wohnten in Sondernach 120 Einwohner.

## Politik

### Schultheißen, Bürgermeister und Ortsvorsteher
Schultheißen bis 1930, Bürgermeister von 1930–1975, seit 1975 Ortsvorsteher
- 1820–1844 Johann Georg Mann
- 1845–1862 Götz
- 1862–1867 Ruoß
- 1867–1902 Johann Georg Mayer
- 1902–1931 Johann Georg Nepper
- 1931–1947 Johannes Krais
- 1948–1965 Hans Mang
- 1965–1984 Fritz Nepper, ab 1. Januar 1975 Ortsvorsteher
- 1984–1999 Dieter Schrade
- 1999–2004 Martin Retzdorff
- 2004–2009 Ludwig Krais
- seit 2009 Doris Holzschuh

Der Ortsvorsteher wird von der Stadt Schelklingen auf Vorschlag des Ortschaftsrates ernannt. Derzeit ist Doris Holzschuh Ortsvorsteherin, gleichzeitig auch für Gundershofen.
Derzeit ist Ludwig Krais Ortsvorsteher, gleichzeitig auch für Gundershofen.

### Bildung
Die Kinder besuchen den Kindergarten Oberes Schmiechtal in Hütten und ebenfalls die Grundschule in Hütten. Weiterführende Schulen befinden sich in Schelklingen und Urspring.

## Wirtschaft und Infrastruktur

### Verkehr
Sondernach ist über die Kreisstraße K 7409 an die Verkehrsachse Münsingen–Schelklingen/Ehingen a. D. angeschlossen.

Sondernach hat seit 1901 Anschluss an die Bahnstrecke Reutlingen–Schelklingen. Bahnstation war das Gasthaus zum Lamm. 2008 wurde ein neuer Bahnsteig mit Unterstand gebaut, Sondernach ist nun ein Bedarfshalt.

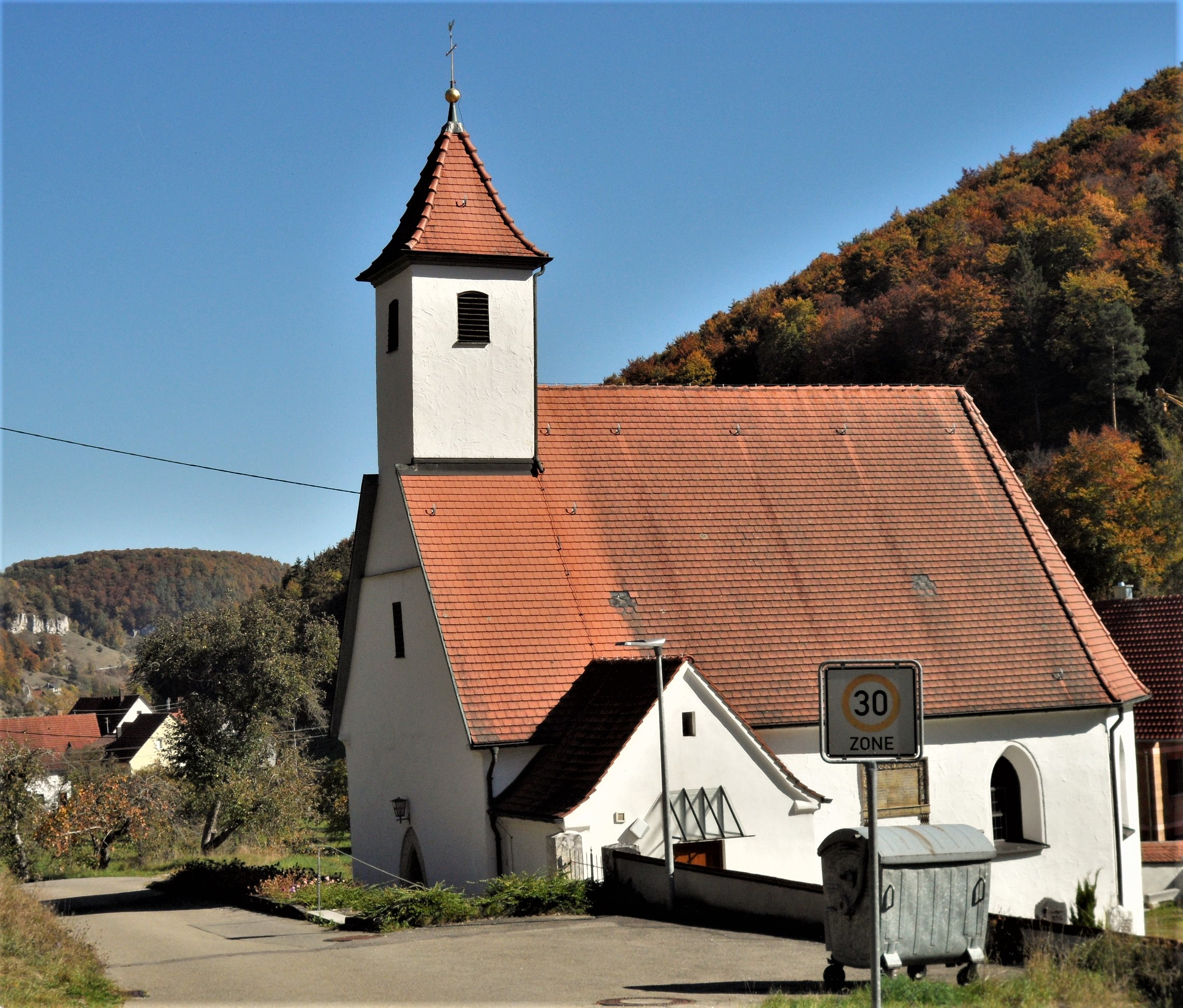
Ev. Kirche in Sondernach

## Bauwerke
- Die spätgotische evangelische Kirche inmitten des Friedhofs auf der Anhöhe wurde 1598–1599 errichtet. Sie hat im Westen einen Dachturm und einen polygonalen Ostchor. Zwei Farbglasgemälde wurden für die Kirche geschaffen: 1934 von Ernst H. Graeser eine kleinere Einlage in ein größeres Fenster (Motiv: Verlorener Sohn) und 1964 von Adolf Valentin Saile ein Kreuzigungsfenster.
- Das neue Schulhaus von 1914–1915, daneben das alte Schulhaus von 1827–1828
- Die ehemalige Riedmühle am Zusammenfluss von Sondernach und Schmiech
- Das Gasthaus zum Lamm des Erich Rothenbacher, entstanden in der ersten Hälfte des 19. Jahrhunderts

## Ehrenbürger
- Johann Georg Mayer, Schultheiß von 1867–1902, Ehrenbürger 1902